# Xenalytus scotophillus
Xenalytus scotophillus is een kreeftachtigensoort uit de familie van de Microdajidae. De wetenschappelijke naam van de soort is voor het eerst geldig gepubliceerd in 1991 door Huys.